# Brand in der Tazreen-Kleiderfabrik

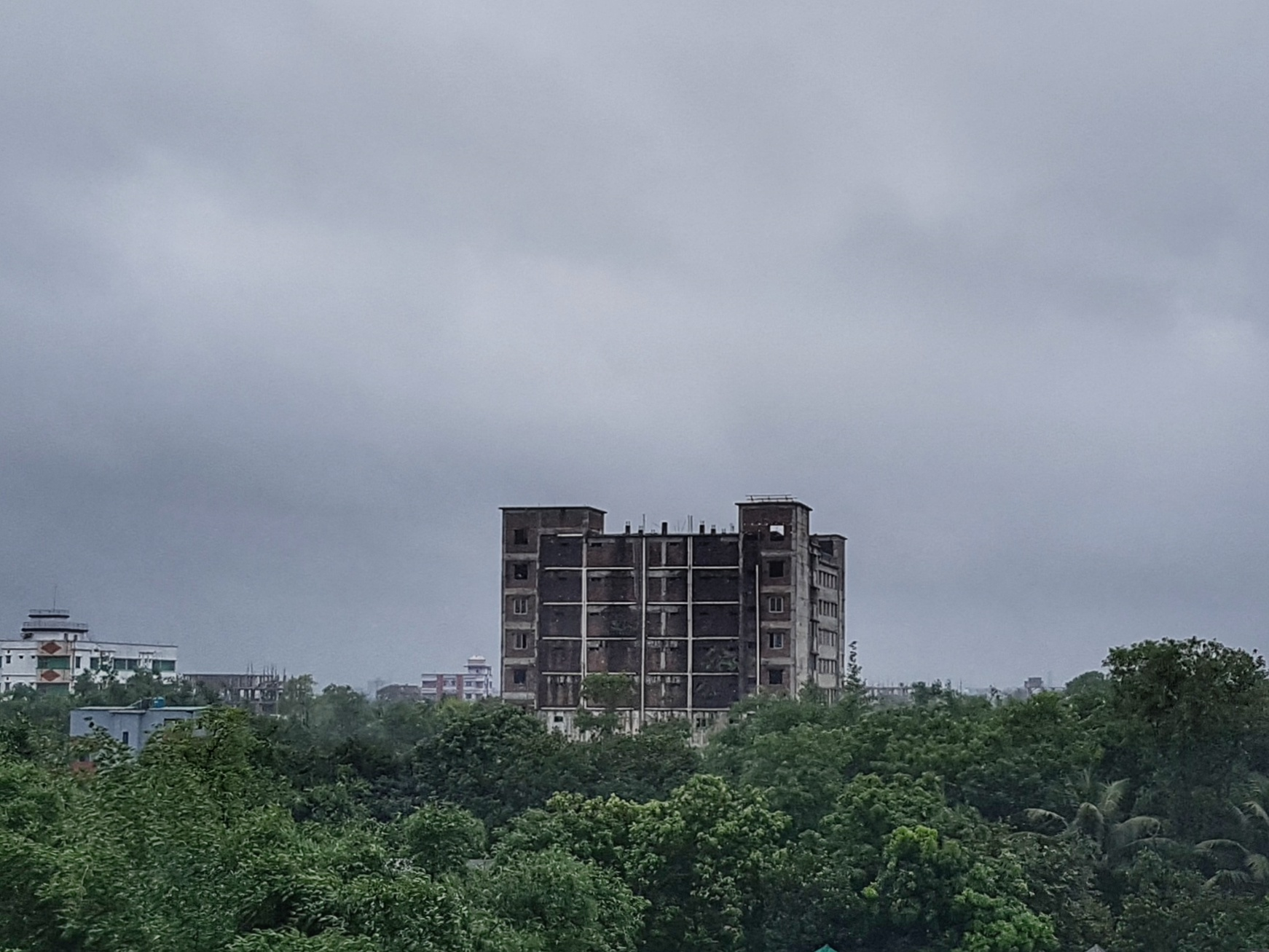
Abgebrannte Tazreen-Fabrik, 2019

Der Brand in der Tazreen-Kleiderfabrik ereignete sich am 24. November 2012 in dem Außenbezirk Ashulia von Dhaka, der Hauptstadt Bangladeschs.
Der Brand war der bis dahin schwerste in einer Textilfabrik in Bangladesch. Mindestens 117 Menschen wurden getötet und mehr als 200 Menschen verletzt, darunter überwiegend junge Frauen. Zusammen mit anderen Unglücken wie dem Einsturz der Rana-Plaza-Fabrik löste der Brand weltweit Diskussionen über die Arbeitsbedingungen in der Textilindustrie aus.

## Ablauf

### Die Fabrik
Tazreen Fashions Ltd. war seit 2004 eine von sieben Fabriken der Tuba Garments Ltd. des Unternehmer-Ehepaars Delwar Hossain und Mahmuda Akter Mita. In ihr arbeiteten über 1000 Menschen, überwiegend junge Frauen. Insgesamt arbeiteten 2014 rund 15.000 Beschäftigte für die Tuba-Gruppe und erwirtschafteten für das Unternehmen einen Umsatz von rund 39,5 Millionen Euro. Tazeen produzierte als Subunternehmer Kleidung für die amerikanischen Unternehmen Walmart, Disney, Sears, Dickies und Delta Apparel, für das spanische Kaufhaus El Corte Inglés, die deutschen Modeunternehmen C&A, KiK und Karl Rieker, für die englischen Modelabels Enyce, Edinburgh Woollen Mill sowie für Li & Fung, Piazza Italia und Teddy Smith.
Bei einer unabhängigen Überprüfung der Fabrik im Jahr 2011 wurden Mängel bei den Sicherheitsvorkehrungen festgestellt. Im August 2011 wurde Tazreen Fashion im Auftrag von KiK mit mangelhaftem Ergebnis auditiert. Im November 2011 beendete KiK die Zusammenarbeit mit Tuba und Tazeen, bestehende Aufträge wurden noch bis Mitte 2012 von Tuba ausgeführt. Karl Rieker beendete wegen einer nicht genehmigten Subvergabe von Aufträgen durch Tuba an Tazeen seine Geschäftsbeziehungen mit Tuba im Mai 2012. Auch Walmart nahm 2011 und 2012 bei Überprüfungen der Fabrik große Mängel wahr, darunter das Fehlen von Feueralarmen und Feuerlöschern sowie versperrte Fluchtwege.

### Das Feuer
Am Abend des 24. November 2012 brach durch einen Kurzschluss in den Lagerräumen im Erdgeschoss der Tazreen-Fabrik ein Feuer aus, synthetische Textilien und leicht entflammbare Chemikalien fachten das Feuer rasch an. Um 18.40 Uhr löste der Feueralarm aus. Die Vorgesetzten wiesen die Arbeiterinnen und Arbeiter zunächst an, weiterzuarbeiten, da es sich um eine Übung handele. Nach einigen Minuten erschien im Gebäude und in den Treppenhäusern dichter Rauch und der Brand griff auf die oberen Stockwerke über. Bei ihrer Flucht waren die Angestellten durch abgeschlossene Ausgänge und vergitterte Fenster im Gebäude gefangen. Sie flohen in die oberen Etagen des neunstöckigen Gebäudes. Über hundert von ihnen sprangen aus den offenen Fenstern im dritten und vierten Stock, wobei viele starben oder sich verletzten. Zahlreiche Menschen kamen durch Verbrennen und Rauchvergiftung ums Leben. Erst nach 17 Stunden konnte das Feuer gelöscht werden.

## Folgen

### In Bangladesch
Die Ministerpräsidentin von Bangladesch, Hasina Wajed, äußerte sich bestürzt über das Unglück und rief einen Tag nationaler Trauer aus; sie vermutete in dem Brand einen Sabotageakt. Tausende Arbeiterinnen und Arbeiter demonstrierten in Bangladesch, errichteten Absperrungen und verhinderten so die Weiterproduktion.

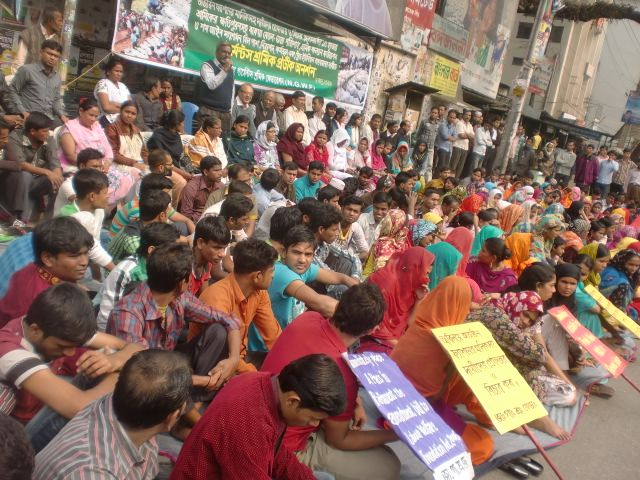
Demonstration in Dhaka für die juristische Verfolgung der Verantwortlichen am Brand in der Tazreen-Fabrik, Januar 2013

Im Dezember 2013 wurde Anklage wegen Totschlags und Nachlässigkeit mit Todesfolge gegen Delwar Hossain und seine Ehefrau Mahmuda Akter Mita erhoben, die Besitzer der Tuba-Group. Auch gegen vier Manager wurde Haftbefehl erlassen, denn eine Untersuchungskommission der Regierung hatte ergeben, dass die Geschäftsleitung während des Brandes angeordnet hatte, die Türen der Fabrik zu verriegeln. Insgesamt waren 13 Personen angeklagt. Im Februar kam das Unternehmerehepaar in Haft. Hossain erpresste seine temporäre Freilassung auf Kaution, indem er im Mai, Juni und Juli die Löhne für die 15.000 Beschäftigten der Tuba-Gruppe nicht auszahlen ließ. Zugleich traten Ende Juli 2014 rund 1.600 Angestellte aus fünf Tuba-Fabriken in einen über zwölftägigen Hungerstreik, demonstrierten öffentlich und besetzten ein Fabrikgebäude. Alle Beschäftigten erhielten in der Folge die ausstehenden Löhne, jedoch ohne die üblichen Zusatzzahlungen. Die Tuba-Gruppe wurde aufgelöst, 2021 betrieb Hossain als Subunternehmer eine Fabrik im Vorort Badda mit 125 Angestellten. Das Fabrikgebäude steht seit dem Brand leer.
Auch 2020 demonstrierten noch Angehörige und Verletzte des Tazreen-Unglücks öffentlich im Kampf um Wiedergutmachung durch die Tuba-Gruppe und die Regierung.

### Für die Auftraggeber

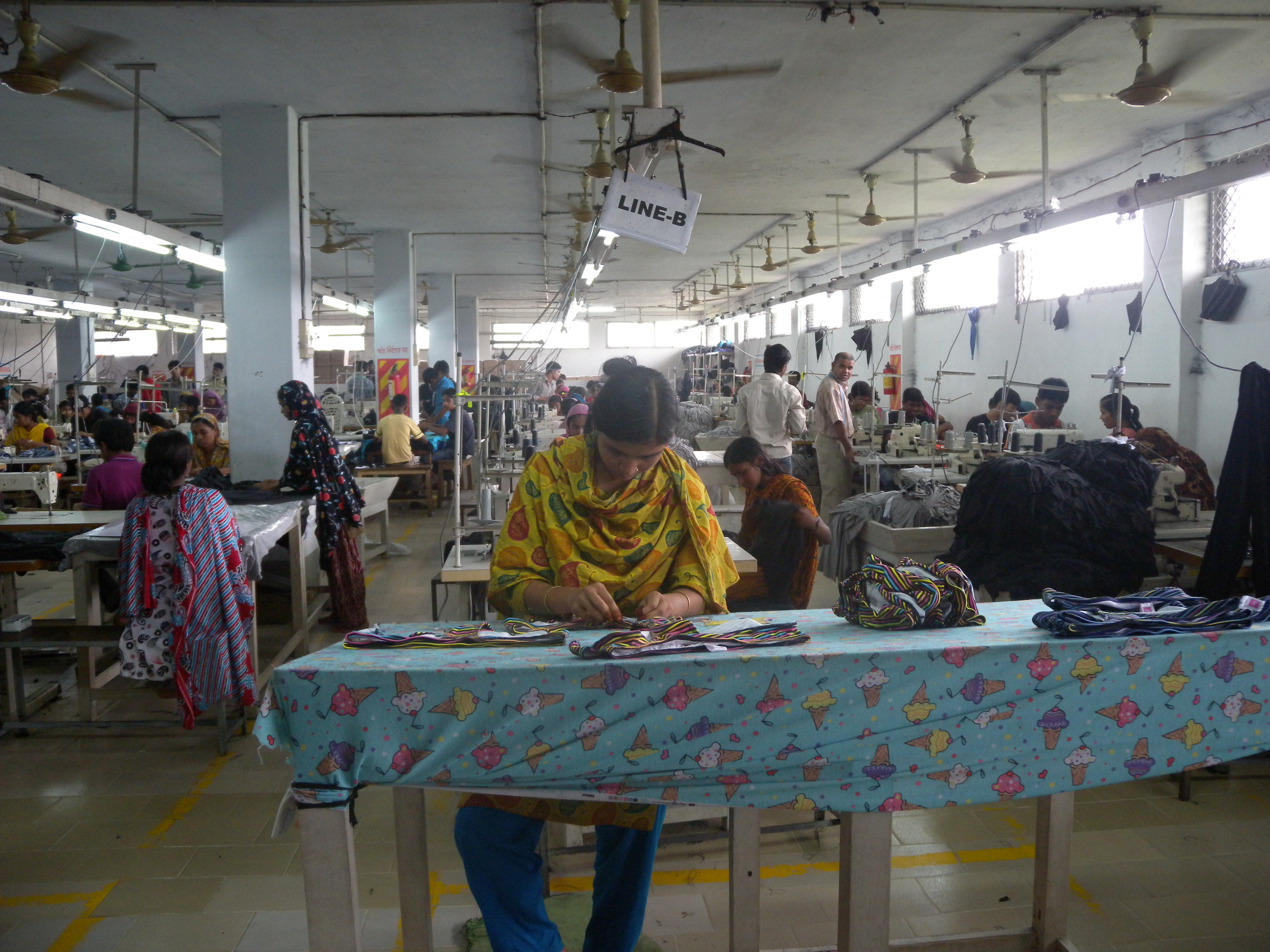
Blick in eine Textilfabrik in Bangladesch, 2011

Am 13. Mai 2013 reichte der deutsche Grünen-Bundestagsabgeordnete Uwe Kekeritz eine Beschwerde gegen KiK, C&A und Karl Rieker bei der Nationalen Kontaktstelle für die OECD-Leitsätze für multinationale Unternehmen (NKS) ein. Er führte aus, dass die Firmen trotz Kenntnis und Einflussmöglichkeiten nichts gegen die bekannten Sicherheitsmängel in der Fabrik getan hätten und damit eine Mitverantwortung trügen. Dies habe ebenso wie das menschliche Versagen des ungeschulten Personals zu dem Brand beigetragen. Im Abschlussbericht ist vermerkt, dass KiK und Karl Rieker dem Accord on Fire and Building Safety in Bangladesh beitraten, in dem sich internationale Unternehmen zur Verbesserung des Brandschutzes und Gebäudesicherheit in Zulieferbetrieben verpflichteten. Während Kekeritz bei Karl Rieker die Verpflichtungen multinationaler Unternehmen zur Verbesserung der Sicherheitsstandards bei Zulieferbetrieben erfüllt sah, kam es zu keiner Einigung mit KiK.
Walmart beendete in der Folge die Zusammenarbeit mit Tazreen. Li & Fung und C&A zahlten den Hinterbliebenen und Opfern Entschädigungen. C&A plante die Einrichtung eines Entschädigungsfonds ähnlich dem für die Betroffenen des Einsturz der Rana-Plaza-Fabrik im Jahr 2013.